# Thryophilus
Thryophilus — рід горобцеподібних птахів родини воловоочкових (Troglodytidae). Представники цього роду мешкають в Мексиці, Центральній і Південній Америці. Раніше їх відносили до роду Поплітник (Thryothorus), однак за результатами молекулярно-філогенетичного дослідження вони були переведені до відновленого роду Thryophilus

## Види
Виділяють п'ять видів:
- Поплітник коста-риканський (Thryophilus pleurostictus)
- Поплітник іржастий (Thryophilus rufalbus)
- Поплітник антіоквіанський (Thryophilus sernai)[8][9]
- Поплітник колумбійський (Thryophilus nicefori)
- Поплітник синалойський (Thryophilus sinaloa)

## Етимологія
Наукова назва роду Thryophilus походить від сполучення слів дав.-гр. θρυον — очерет і φιλος — любитель.